# Виолета Словић
Виолета Словић (30. август 1991) је српска фудбалерка, чланица државне репрезентације и капитенка женског фудбалског клуба Спартак Суботица где игра на позицији штопера.

## Каријера
Дебитовала је за женску У-19 репрезентацију Србије 2007. године против Белорусије. У млађим репрезентативним селекцијама одиграла је 18 утакмица и постигла 2 гола. За национални сениорски тим је до сада одиграла 42 утакмице и постигла 3 гола. Одиграла је још 27 међународних утакмица, у оквиру УЕФА Лиге шампиона, на којима је постигла 11 голова. Управо гол Виолете Словић, против Естонки (Pärnu JK), постигнут на стадиону Карађорђе у Новом Саду 2012. године, прокрчио је њеном матичном клубу ЖФК Спартак први пут пролаз у 1/16 финала УЕФА Лиге шампиона за жене.
Од јануара 2019. године обавља функцију спортског директора у ЖФК Спартак.

## Награде и признања
До сада има 8 титула државног првака, 6 титула победника Купа.
Учесница је УЕФА Лиге шампиона у 8 сезона (2011/12, 2012/13, 2013/14, 2014/15, 2015/16, 2016/17, 2017/18, 2018/19) са укупно 27 одиграних утакмица и постигнутих 11 голова. Добитница је више признања међу којима је и Најбољи спортиста за 2018. годину, као и Златна лопта у женској конкуренцији Фудбалског савеза Србије.